# Matematiskt genus
Genus är ett begrepp inom topologin i den moderna matematiken.

## Definition
Genus för en sammanhängande orienterbar yta definieras som det maximala antal snitt längs slutna, enkla kurvor som kan göras, utan att den resulterande ytan blir osammanhängande. 
Som exempel är genus för en torus 1, och 0 för en sfär. Genus kan liknas vid antalet "hål" i ytan. Om ytan är sluten och dess rand består av {\displaystyle b} komponenter, så gäller sambandet {\displaystyle \chi =2-2g-b} mellan eulerkarakteristiken {\displaystyle \chi } hos ytan och dess genus {\displaystyle g}.

Genus av orienterbara ytor
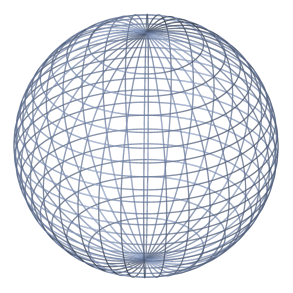
genus 0
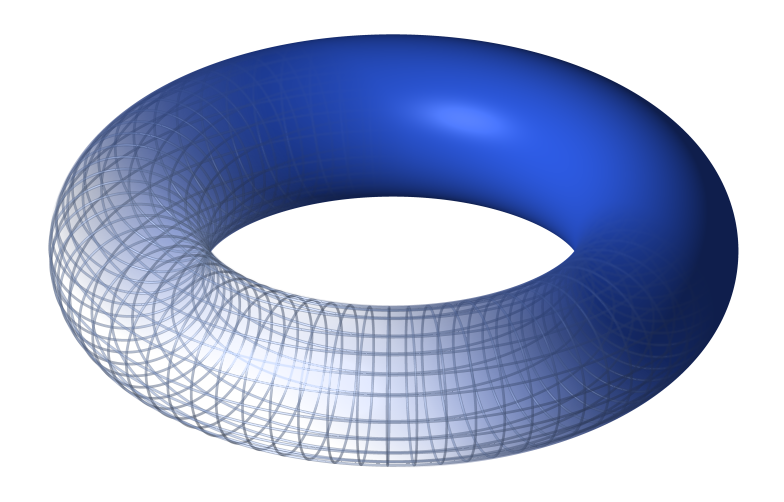
genus 1
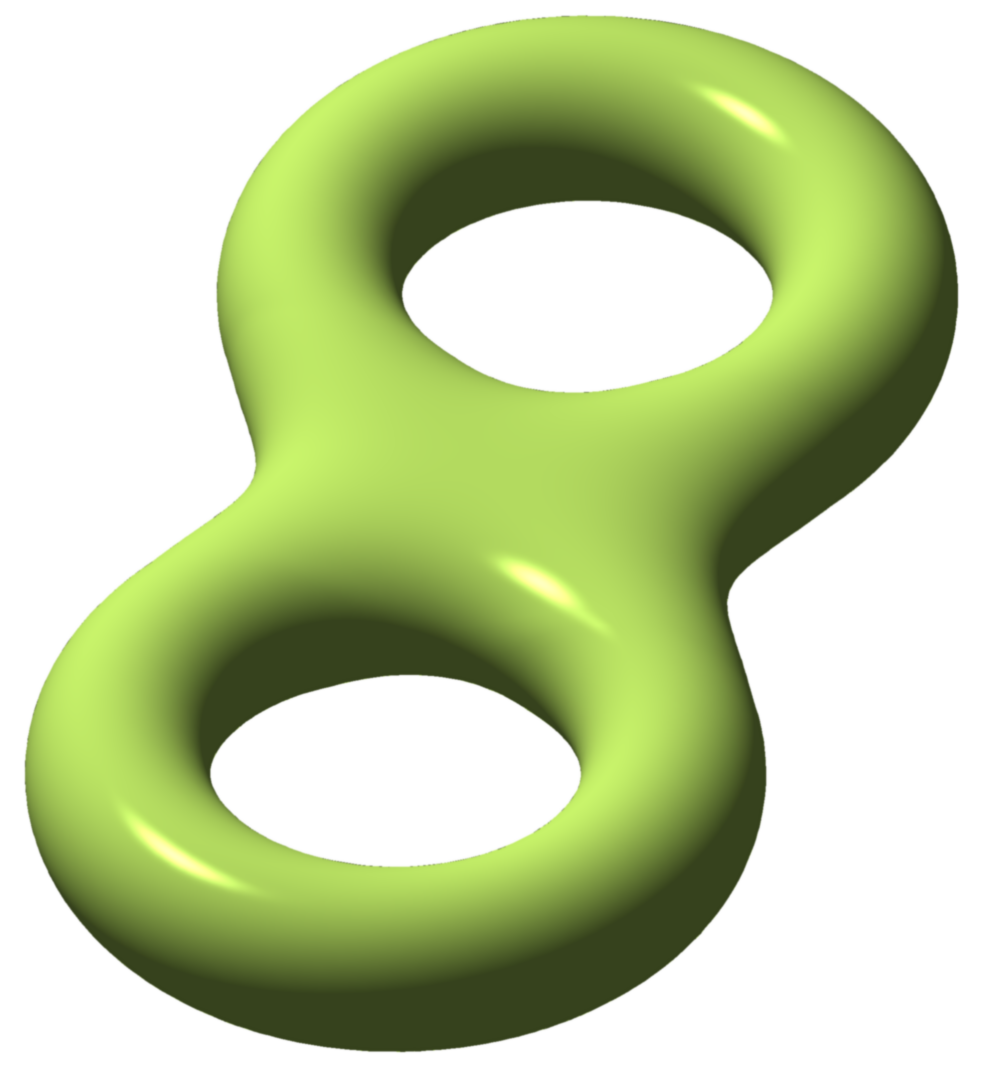
genus 2
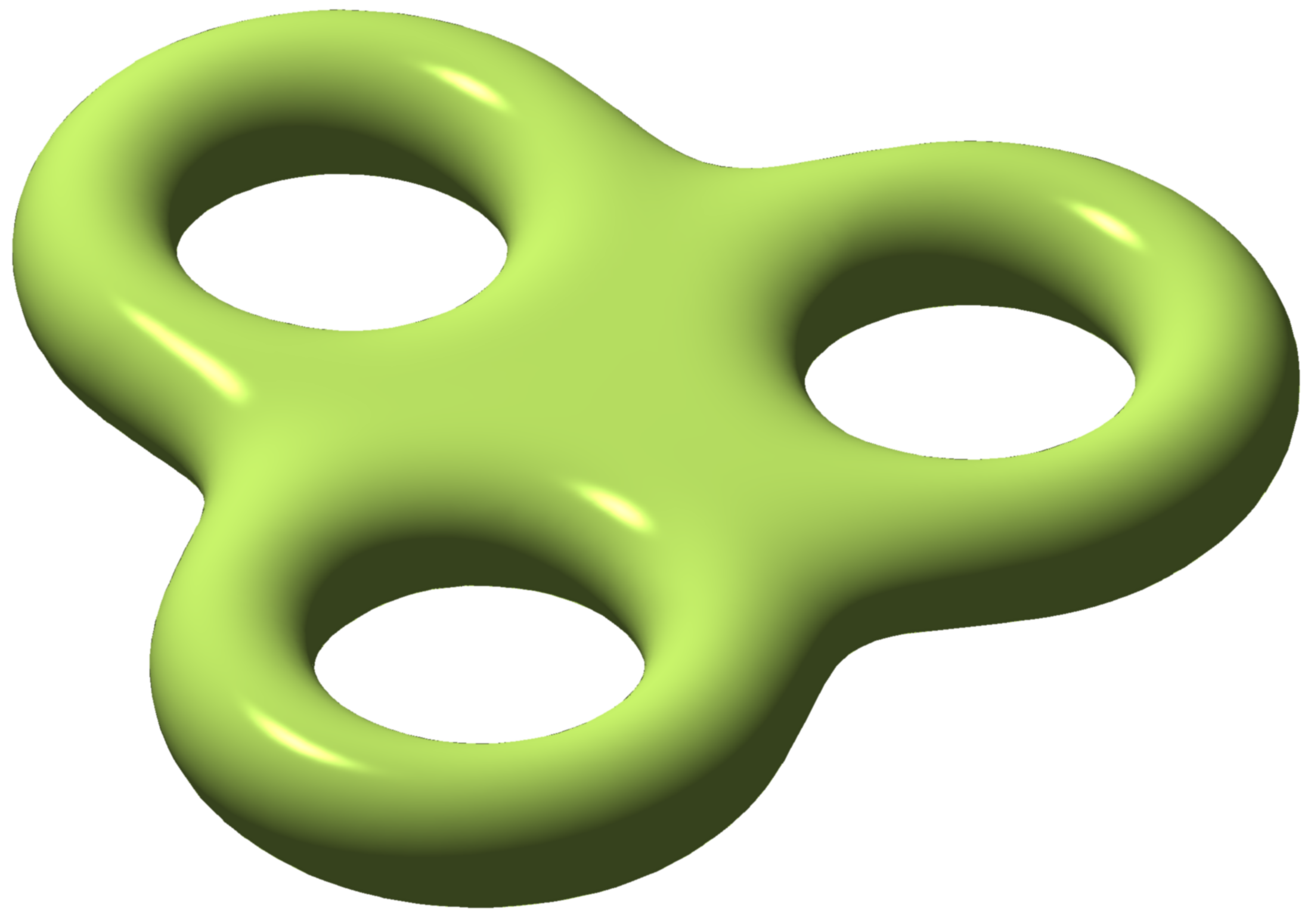
genus 3